# Корнфорд, Джон
Джон Ко́рнфорд (англ. Rupert John Cornford; 27 декабря 1915, Кембридж — 28 декабря 1936, Лопера, Андалусия) — английский поэт, коммунист.
Сын супругов Корнфорд Фрэнсиса и Франсес, по матери правнук Ч. Дарвина.
Своё имя получил в честь друга семьи Руперта Брука.
Член Компартии Великобритании с 1932 года.
В 1934-36 гг. учился в Кембриджском университете, где был видным активистом компартии. Тогда же он состоял в романтических отношениях с Margot Heinemann.
Погиб в бою как доброволец Интернациональной бригады в Гражданской войне в Испании.